# Sabrata
Sabrata (àrab: صبراتة, Ṣabrāta; grec antic: Σαβράτα) és una població del districte d'Az Zawiyah, a l'actual Líbia. Del 2001 al 2007, fou capital del districte de Sabratha Wa Surman, ja abolit. El 2005, tenia 102.037 habitants. Està inscrita en la llista del Patrimoni de la Humanitat des del 1982.

## Història
Fou una ciutat originàriament fenícia (cartaginesa) a la costa nord d'Àfrica, entre els dos sirtes. El nom fenici (era una colònia de Tir) es va hel·lenitzar en Abrotonion, i llatinitzar en Abrotonum. Sota els romans, fou una colònia. Hi va néixer Flàvia Domitil·la, la primera dona de Vespasià i mare de Tit Flavi Sabí Vespasià i Domicià. Era la més occidental de les tres ciutats (tripolis) de Tripolitana. La població és esmentada en les fonts àrabs com a Sabra i només algunes vegades Sabratha o Sabrata. Modernament, ha recuperat el nom Sabratha (a vegades transcrit Sabratah o Siburata.
Fou fortificada per Justinià I. En queden importants ruïnes a l'oest de Trípoli, al lloc que els italians anomenaren Tripoli Vecchio, i els nadius Soara ash-Shurkia. Ha estat declarada Patrimoni de la Humanitat el 1982.
El 642-643, fou conquerida per Amr ibn al-As quan ja estava en decadència, i la va saquejar. La poblaven els amazics nafusa, que eren cristians. El 741, fou assetjada pels amazics zenetes sufrites i salvada per l'emir de Trípoli. A causa d'una revolta local, el governador de Kairuan, Abd al-Rahman ibn Habid, va transferir el comerç de la ciutat a Nubara. Prop de la ciutat, cap a l'oest, va tenir lloc el 896-897 la Batalla de Kasr Manu. Al segle x, era una estació de caravanes i cobrava un impost per passar i, al final del segle, estava fortificada. A l'inici del segle xi (1012-1013), va ser objecte d'algunes revoltes fomentades pels zanates o zenetes contra l'emir zírida. A final d'aquest segle, al-Bakrí diu que era una població pròspera i habitada pels zuwagha. Al segle xii, es va despoblar després de les devastacions dels àrabs Banu Hilal, i fou saquejada pels Banu Mirdas i els Banu Riyah. Al segle xiv, havia sorgit una població de nom Zuwagha a la vora de l'antiga vila, més propera a la mar.
A Sabra, es va fer l'acord francootomà del 1893, que va fixar les fronteres entre Tunísia i Líbia.

Vista panoràmica d'una excavació arqueològica de Sabrata

## Galeria

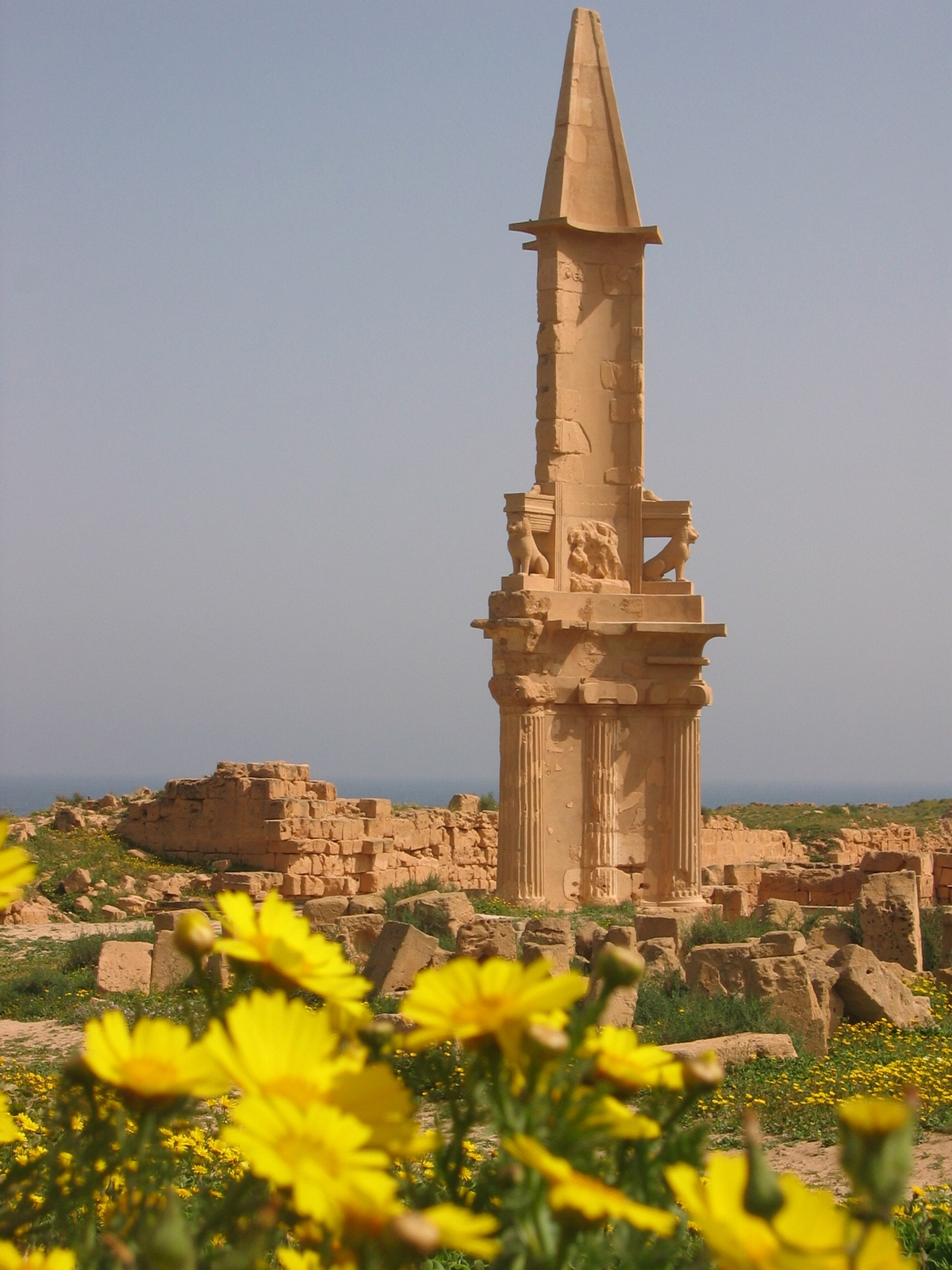
Mausoleu
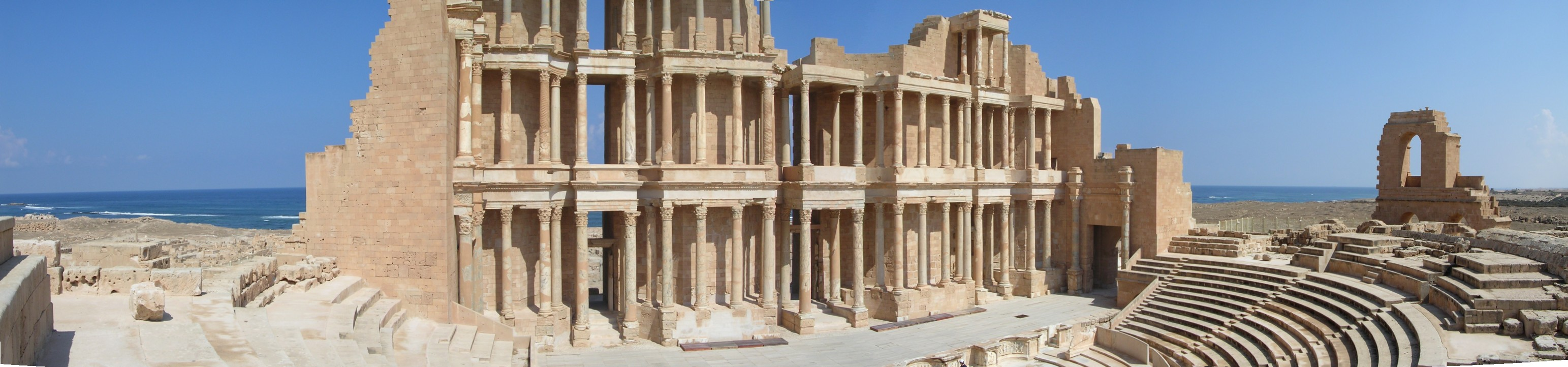
Panorama del teatre mirant a la mar